# 金瓯缺
《金瓯缺》（4卷）出版于1985年，是徐兴业的长篇历史小说，讲述了从北宋徽宗末年到南宋偏安江南的历史。徐兴业凭此书获1991年第三届茅盾文学奖荣誉奖。
1989年电视剧《李师师》取材于本小说，徐兴业担任电视剧的历史顾问。